# Scrivere è un mestiere pericoloso
Scrivere è un mestiere pericoloso è un romanzo di Alice Basso pubblicato da Garzanti nel 2016.
È il secondo romanzo della serie dedicata a Vani Sarca. Il romanzo è uscito anche nella versione audiolibro

## Trama
Vani Sarca, che di mestiere fa la ghostwriter, deve scrivere un libro di ricette fornite dalla Signora Irma Envrim, anziana cuoca della nota famiglia di stilisti Giay Marin a nome di una nota food blogger, Cinzia Croco. Mentre chiacchiera con la signora Irma, quest’ultima candidamente le dice di aver assassinato il suo datore di lavoro, Adriano Giay Marin. A questo punto, informato il Commissario Berganza, è d’obbligo scoprire come si sono effettivamente svolti i fatti.

## Personaggi
- Silvana Cassandra Sarca detta Vani: sarcastica, asociale, empatica, malmostosa, colta, sembra dura ma in realtà, come dice Alice Basso a fine libro “persino il suo cuore di pietra si scioglie e lascia il posto all’istinto di protezione e alla partecipazione emotiva”. Ghostwriter per professione
- Enrico Fuschi: editore di Vani Sarca e direttore della casa editrice "Edizioni l'Erica"
- Romeo Berganza: Commissario di Polizia
- Riccardo Randi: autore a cui Vani scrive (o meglio compone su base di appunti di Randi) il bestseller “Più dritta di una corda di Chitarra” e temporaneo fidanzato di Vani
- Cinzia Croco: Food blogger per cui Vani scrive il libro
- Lara Sarca: sorella di Vani. Ha due figli: William e Walter
- Michele: marito di Lara
- Petrini: agente di Polizia
- Macchio: agente di Polizia
- Pezzoli: agente di Polizia
- Rovato: agente di Polizia
- Armando Giay Marin: fondatore della casa di moda
- Judi Adele Harrington: moglie di Armando
- Aldo Giay Marin: arrestato per l’omicidio del fratello
- Adriano Giay Marin: ucciso dal fratello
- Mecu Pautasso: giardiniere di casa Giay Marin
- Vitaliano Betti: agente che Vani scambia per Betty, una donna
- Morgana Cossato: 15enne che abita al piano superiore nel condominio di Vani
- Laura: amica 15enne di Morgana
- Emilia Cossato: madre di Morgana
- Ivano: nipote 13enne di Berganza
- Dalmasso: arrestato per furto e/o percosse
- Monteleone: arrestato per furto e/o percosse
- Madre, padre e Nonna di Vani (senza nomi)
- Sonia Sciacca: la segretaria di XXGeneration e fidanzata di Randi
- Pizzetto (altrimenti detto: Decappottabile Bruciasoldi): Personaggio minore che blocca per 10 minuti Vani in auto

## Edizioni
- Alice Basso, Scrivere è un mestiere pericoloso, Garzanti, 2016,  p. 270, ISBN 978-88-11-67088-9.